# Tenggir
Tenggir is een bestuurslaag in het regentschap Situbondo van de provincie Oost-Java, Indonesië. Tenggir telt 5420 inwoners (volkstelling 2010).